# ميدنايت كلوب 2
ميدنايت كلوب 2 (بالإنجليزية: Midnight Club II)‏ هي الجزء الثاني من سلسلة لعبة نادي السباق الليلي، أنتجها شركة روكستار سان دييغو (أنجيل ستوديوز سابقاً) سنة 2003م، تعمل بأنظمة بلاي ستيشن 2 وإكس بوكس وويندوز.

## وصلات خارجية
- Midnight Club II official website
- Midnight Club II . على يوتيوب
- ميدنايت كلوب 2 على موبي غيمز
- Midnight Club II على مشروع الدليل المفتوح